# Michel Montané
Michel Montané est un homme politique français né le 10 mai 1799 à Beaumont-de-Lomagne (Tarn-et-Garonne) et mort le 13 janvier 1875 à Trouville-sur-mer (Calvados).

## Biographie
Négociant à Bordeaux, il est député de la Gironde de 1852 à 1857, siégeant dans la majorité de droite soutenant le Second Empire.

### Sources
- « Michel Montané », dans Adolphe Robert et Gaston Cougny, Dictionnaire des parlementaires français, Edgar Bourloton, 1889-1891 [détail de l’édition]